# A Life as Jimmy
A Life as Jimmy er en dansk dokumentarfilm fra 2012 instrueret af Mai Rasmussen og Rachel Charlotte Smith efter deres eget manuskript.

## Handling
Mens Sydsudan fejrer fred efter 21 års krig, forsøger Jimmy at balancere sit familieansvar, sit personlige liv og sin identitet. 'A Life as Jimmy' undersøger, hvordan man kan gribe livet, når man kun har oplevet krig, og der så endelig bliver fred. Samtidig viser den hovedpersonens eksistentielle overvejelser, der ligner alle andres.